# 다니나카 오사무
다니나카 오사무(일본어: 谷中 治, 1964년 9월 24일 ~ )는 일본의 전 축구 선수이다.

## 국가대표팀 경력
그는 1984년 9월 30일 대한민국과의 경기에서 일본 국가대표팀에 데뷔했다. 1986년 아시안 게임에도 출전했다. 그는 1986년까지 국제 A매치 통산 3경기에 출전했다.

## 통계
| 일본 | 일본 | 일본 |
| 연도 | 출전 | 득점 |
| ---- | ---- | ---- |
| 1984 | 1    | 0    |
| 1985 | 0    | 0    |
| 1986 | 2    | 0    |
| 통산 | 3    | 0    |